# The Bellboy and the Playgirls
The Bellboy and the Playgirls (Duits: Mit Eva fing die Sünde an) is een Amerikaans-Duitse filmkomedie uit 1962 onder regie van Francis Ford Coppola en Fritz Umgelter.

## Verhaal
Een piccolo wil graag detective worden. Hij maakt zich daarvoor klaar door naar vrouwen te gluren door sleutelgaten.

## Rolverdeling
| Acteur         | Personage                   |
| -------------- | --------------------------- |
| June Wilkinson | Madame Wimpepoole           |
| Don Kenney     |                             |
| Karin Dor      |                             |
| Willy Fritsch  |                             |
| Michael Cramer | Maestro / Jerry / Gardonius |
| Louise Lawson  |                             |
| Laura Cummings |                             |
| Gigi Martine   |                             |
| Ann Perry      |                             |
| Jan Davidson   |                             |
| Lori Shea      |                             |